# Меморіал «Скорботна мати» (Уфа)
Меморіал «Скорботна мати» (башк. «Ҡайғылы әсә» мемориалы, рос. Мемориал «Скорбящая мать») встановлений в Уфі, в районе Черніковка по вул. Комарова, у Парку Перемоги, та присвячений воїнам-уродженцям Башкортостану, що загинули в локальних військових конфліктах.

## Історія
Меморіал встановлено 25 жовтня 2003 року. Автором меморіалу є Микола Олександрович Калінушкін (25.01.1948 — 20.05.2004). Ескіз пам'ятника зроблено у 1998 р. після завершення будівництва Парку Перемоги.
Пам'ятник являє собою портал, стилізовано нагадує силует будинку культової побудови (мусульманскої та християнської), в якому на невеликому постаменті встановлена бронзова скульптура Матері. На фронтоні, в верхній частині порталу, розташовані скляні тоновані смужки блідно-рожевого кольору.
Поруч з пам'ятником встановлені дві стели із 60 плит чорного граніту — габро з висіченими прізвищами 685 уродженців Башкортостану, загиблих в «гарячих точках» світу з 1951 року.
На меморіалі на башкирській та російській мові висічено строки:

Російською:
А нам с тобой не повезло: 

К любимым нам не возвратиться. 

Но матери всему назло

В толпе все ищут наши лица.

Все ждут, что мы придем домой,

Привычно постоим у двери.

Что мы убитые с тобой —

Они до смерти не поверят.

Вы верьте, мамы, мы живем,

Совсем вы нас не хороните.

Мы в добрых снах домой придем,

Вы только ждите, ждите, ждите…

Придем, обнимем нежно вас.

И слезы радости прольются.

Пускай не сами в этот час,

Пусть души наши к вам вернутся.

Башкирською:
Яҙмаған беҙгә бәхеттәр:

Беҙ — һөйөлөп туймағандар.

Тик әсәләр һаман көтә,

Өмөттәрен юймағандар.

Һиҫкәнәләр, беҙҙер тиеп,

Елдәр ҡаҡһа ишек-ҡапҡа,

Улым тере, тере, тиеп,

Ышанмайса «ҡара» хатҡа.

Хәтерҙәрҙә йәшәгәндә

Ябылмаҫтар ҡайтыр юлдар,

Татлы төштәргә инербеҙ —

Шәһит булып ҡалған улдар.

Талпынып, йәнебеҙ осор,

Әсәйҙәр, һеҙ ҡалған яҡҡа.

…Беҙҙе үлем ала алмай

Хәтер тере тотҡан саҡта.

Ім'я автора меморіалу Калінушкіна М.О. відлито на чавунній плиті, яка вмурована позаду пам'ятника. Переклад на башкирську мову зробила член Союзу письменників Російської Федерації Гузаль Ситдикова.